# Pastorale en ré de Tailleferre
Pour les articles homonymes, voir Pastorale (Tailleferre).
Pastorale en ré, ou Pastorale de l'Album des Six, est une œuvre pour piano de Germaine Tailleferre composée en 1919 et publiée au sein de l'Album des Six en 1920.

## Présentation
La Pastorale en ré pour piano de Tailleferre est composée en septembre 1919 et publiée par Demets dans l'Album des Six en 1920.
La partition est dédiée à Darius Milhaud à l'occasion de son anniversaire (le 4 septembre),.
La musicologue Caroline Potter souligne que l'œuvre « ne dégage pas l'atmosphère rustique et paisible suggérée par le titre mais développe des motifs oscillant rapidement en rythmes irréguliers, qui débouchent sur une partie centrale plus lente ».
Dans la pièce, Guy Sacre relève l'oscillation souple de la mesure entre 
 et 
, l'« ondulation de doubles croches à la main gauche, [le] staccato à la droite (enjoué), qui n'entend s'interdire, sous prétexte de ré majeur, ni sol  ni ré  », la « bitonie fruitée, sans rien d'acide, et vraiment savoureuse » de l'ensemble.
Pastorale est d'une durée moyenne d'exécution de deux minutes environ.

## Discographie sélective
- Germaine Tailleferre : Œuvres pour piano, Cristina Ariagno (piano), Timpani 1C1074, 2003.
- Germaine Tailleferre: Her Piano Works, Revived. 1, Nicolas Horvath (piano), Grand Piano GP891, 2022[4].
- The Flower of France (La Fleur de France) – Germaine Tailleferre Piano Works, Quynh Nguyen (en) (piano), Music & Arts MACD1306, 2023.